# 花園町 (佐世保市)
花園町（はなぞのちょう）は、長崎県佐世保市の町名。郵便番号は857-0024。

## 歴史
軍港地として鎮守府が設置されると同時に郭の入用を感じ、1910年（明治43年）2月に遊廓地の免許がおりた。町名の由来については、『佐世保志 上巻』によると「本町は遊廓地だったため、単に派手な名称を付けたに過ぎない」という。旧字黒田、岩見田の各一部。

## 世帯数と人口
1925年（大正14年）12月31日現在の現住戸数・現住人口は179・1654。
2017年（平成29年）10月1日現在の世帯数・人口は327・878。
2022年（令和4年）2月1日現在の世帯数と人口は以下の通りである。
| 町丁   | 世帯数  | 人口  |
| ------ | ------- | ----- |
| 花園町 | 318世帯 | 820人 |

## 小・中学校の学区
市立小・中学校に通う場合、学区は以下の通りとなる。
| 番地 | 小学校               | 中学校               |
| ---- | -------------------- | -------------------- |
| 全域 | 佐世保市立山手小学校 | 佐世保市立祇園中学校 |

## 経済

### 産業
店舗・企業
- 赤帽きよたく運送
- アルス楽器
- いしむら佐世保店（菓子店） - 2017年閉店。
- ウエムラ電器商会
- 九州テラオカ佐世保営業所
- 小池春義商店
- 佐世保花園郵便局（日本郵政グループ）
- 杉本タクシー
- みづち興産
- みのや白衣

## 地域

### 教育
- アトム保育園
- 九州文化学園小学校・中学校
- 長崎県立佐世保看護学校 - 2016年3月末で閉校。

### 健康
医療機関
- 重野医院
- まるやま歯科医院

### 相談
- 行政書士 海事代理士 シーガル法務事務所（旧・高石猛行政書士事務所）

### 施設
福祉
- ケアハウス和楽園
- やすらぎ荘

行政
- 佐世保市子ども発達センター
- 佐世保市役所保健福祉部保健福祉政策課バリアフリー生活館
- 佐世保市役所教育委員会社会教育課市民会館
- 佐世保市役所観光商工部ふるさと納税推進課
- 佐世保地域広域市町村圏組合 - 2009年3月、解散。

## 出身・ゆかりのある人物

### 政治・経済
- 瀬野喜五郎（大阪森平商店出張所主任）[9]
- 坪上與一（雑品商）[9]
- 長谷啓之助（花園町評議員） - 花園遊廓創業者の1人[10]。
- 畑田辰之助[9]（花園町組合取締、町総代[10]）
- 行村央（市議員）[9]

### その他
- 飯田米作[9]
- 佐藤吉太郎[9]
- 森山太吉[9]
- 山口太治郎[9]